# بيتر سارسجارد
بيتر سارسجارد (بالإنجليزية: Peter Sarsgaard)‏ ممثل أمريكي من مواليد 7 مارس 1971.

## مواقع خارجية
- بيتر سارسجارد على موقع IMDb (الإنجليزية)
- بيتر سارسجارد على موقع روتن توميتوز (الإنجليزية)
- بيتر سارسجارد على موقع مونزينجر (الألمانية)
- بيتر سارسجارد على موقع قاعدة بيانات الأفلام العربية
- بيتر سارسجارد على موقع ألو سيني (الفرنسية)
- بيتر سارسجارد على موقع ميوزك برينز (الإنجليزية)
- بيتر سارسجارد على موقع تيرنر كلاسيك موفيز (الإنجليزية)
- بيتر سارسجارد على موقع أول موفي (الإنجليزية)
- بيتر سارسجارد على موقع بوكس أوفيس موجو (الإنجليزية)
- بيتر سارسجارد على موقع قاعدة بيانات برودواي على الإنترنت (الإنجليزية)